# Sektion München des Deutschen Alpenvereins
Die Sektion München des Deutschen Alpenvereins (DAV) e. V. ist die größte und älteste Sektion des Deutschen Alpenvereins (DAV). Die 1869 gegründete, in München ansässige Sektion, ist mit 180.667 Mitgliedern zugleich einer der mitgliederstärksten Sportvereine der Welt sowie nach dem FC Bayern München der zweitgrößte Verein Münchens.

## Grundsätzliches
Die Sektion wurde am 9. Mai 1869 in München gegründet und ist damit die älteste des Deutschen Alpenvereins. Am 28. Juli 1999 wurde eine enge Kooperation mit der Sektion Oberland beschlossen und nach und nach umgesetzt. Dies beinhaltet unter anderem die Möglichkeit gegenseitiger kostenloser Mitgliedschaft in der jeweils anderen Sektion (Plus-Mitgliedschaft), ein gemeinsames Veranstaltungsprogramm, einen gemeinsamen Internetauftritt sowie eine gemeinsame Mitgliederzeitschrift.
Im Sporthaus Schuster am Marienplatz sowie in einer sektionseigenen Kletterhalle in Gilching betreibt die Sektion zwei Servicestellen, in welchen den Mitgliedern unter anderem alpine Beratung, eine alpine Bibliothek sowie Leihausrüstung angeboten wird. Die Sektionsverwaltung befindet sich am Rindermarkt. Weiterhin werden 22 Hütten und mehrere Kletteranlagen unterhalten, darunter mit 23 anderen Sektionen zusammen das DAV Kletter- und Boulderzentrum München-Süd in Thalkirchen. 2016 machte der Verein rund 9 Millionen Euro Umsatz. Viermal jährlich erscheint die Mitgliederzeitschrift alpinwelt. Die Sektion bietet zusammen mit der Sektion Oberland ein Ausbildungs- und Tourenprogramm mit etwa 2500 Kursen und Touren pro Jahr an und gibt je einmal jährlich ein Kinder- und Jugendprogramm für 6- bis 16-jährige sowie das Programm Mountains & More für 17- bis 27-jährige heraus.

## Hütten

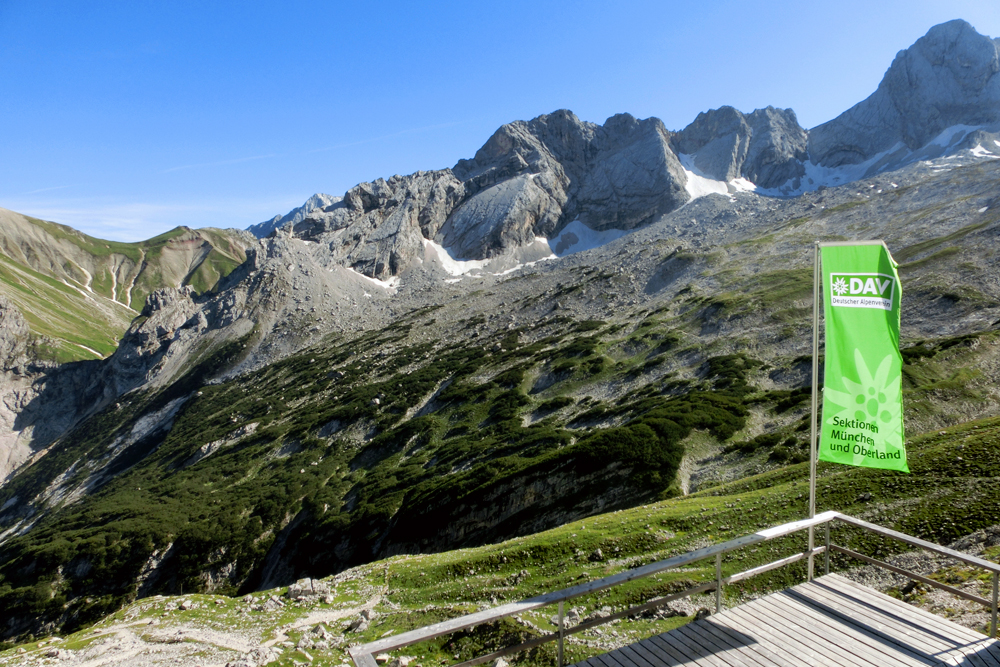
Flagge der Sektionen München und Oberland des DAV an der Knorrhütte

Die Sektion München betreibt zehn bewirtschaftete sowie 13 unbewirtschaftete DAV-Hütten, zusammen mit der Sektion Oberland 19 bewirtschaftete und 26 Selbstversorgerhütten.

### Bewirtschaftete Hütten
- Albert-Link-Hütte, 1053 m ü. NHN südlich des Spitzingsees
- Heinrich-Schwaiger-Haus, 2802 m ü. A. (Glocknergruppe)
- Höllentalangerhütte, 1387 m ü. NHN (Wettersteingebirge)
- Knorrhütte, 2051 m ü. NHN (Wettersteingebirge)
- Münchner Haus, 2959 m ü. NHN nahe dem Gipfel der Zugspitze (Wettersteingebirge)
- Reintalangerhütte, 1369 m ü. NHN (Wettersteingebirge)
- Schönfeldhütte, 1410 m ü. NHN (Mangfallgebirge)
- Taschachhaus, 2432 m ü. A. (Ötztaler Alpen)
- Taubensteinhaus, 1567 m ü. NHN (Mangfallgebirge)
- Watzmannhaus, 1930 m ü. NHN (Berchtesgadener Alpen)

### Selbstversorgerhütten
- Alplhaus, 1506 m ü. A. ⊙ (Mieminger Gebirge)
- DAV-Haus Spitzingsee, 1124 m ü. NHN ⊙ (Bayerische Voralpen)
- Dr.-Erich-Berger-Hütte, 1340 m ü. A. ⊙ (Kitzbüheler Alpen)
- Gumpertsbergerhütte, 994 m ü. NHN ⊙ (Chiemgauer Alpen)
- Haus Hammer, 750 m ü. NHN ⊙ (Bayerische Voralpen)
- Hütte Hammer, 750 m ü. NHN ⊙ (Bayerische Voralpen)
- Kampenwandhütte, 1510 m ü. NHN ⊙ (Chiemgauer Alpen)
- Probstalmhütte, 1365 m ⊙ (Bayerische Voralpen)
- Rieplalm, 1370 m ü. A. ⊙ (Kitzbüheler Alpen)
- Sonnleitnerhütte, 1532 m ü. A. ⊙ (Kitzbüheler Alpen)
- Trögelhütte, 1429 m ü. NHN ⊙ (Wettersteingebirge)
- Waxensteinhütte, 1384 m ü. NHN ⊙ (Wettersteingebirge)
- Winklmooshütte, 1160 m ü. NHN ⊙ (Chiemgauer Alpen)

### Biwakschachteln
- Jubiläumsgrathütte, 2684 m ü. NHN ⊙ auf dem Jubiläumsgrat (Wettersteingebirge)

### Ehemalige Hütte
- Ludwig-Aschenbrenner-Hütte von 1960 bis 1990, wurde an die Sektion Kaufering verkauft, die die Hütte in Gufferthütte umbenannte

## Sektionsvorsitzende
Eine chronologische Übersicht über alle Vorsitzenden der Sektion seit Gründung.
| Amtszeit  | Vorsitzender      |
| --------- | ----------------- |
| 1869–1875 | Gustav von Bezold |
| 1876      | Carl Barth        |
| 1877      | Pfaff             |
| 1877–1878 | Karl Arnold       |
| 1879–1884 | Ludwig Schuster   |
| 1885–1886 | Albrecht Penck    |
| 1887–1893 | Karl Haushofer    |
| 1894–1895 | Eugen Oberhummer  |
| 1896–1917 | August Rothpletz  |
| 1918–1920 | Josef Baumann     |
| 1921–1941 | Georg Leuchs      |
| 1942–1945 | Max Wein          |
| 1945–1947 | ― 1               |

| Amtszeit  | Vorsitzender         |
| --------- | -------------------- |
| 1947–1960 | Ambros Nuber         |
| 1961–1984 | Erich Berger         |
| 1985–1987 | Josef Seiferth       |
| 1988–1996 | Otto Hannes Ther     |
| 1996–2004 | Johann Sonnenbichler |
| 2005–2022 | Günther Manstorfer   |
| 2022–     | Manfred Zink         |

Anmerkung